# Augustin von Mörsberg und Befford
Augustin von Mörsberg und Befford, född 1551 eller 1552, död 1605, var en malteserriddare som år 1592 gjorde en resa genom de nordiska länderna. Han efterlämnade vid sin död en utförlig berättelse om resan till sin bror Hieronymos. Mörsberg fick under resan audiens hos den danske kungen Kristian IV och senare hos den svenske kungen Johan III. Mörsberg skildrar ingående sitt möte med Johan III. Kungen lät låna honom ett fartyg och Mörsberg seglade så längs Norrlandskusten upp till Holmön och därefter till Korsholm på den finska sidan och därifrån söderut mot Åbo, där det lånta skeppet seglade mot Stockholm, medan Mörsberg själv fortsatte söderut mot Baltikum. Hans reseberättelse slutar i Königsberg – huvudstad i hertigdömet Preussen. I hans berättelse finns också en av de första redogörelserna för ett möte med samer. Handskriften förvaras idag på Slottsmuseet i Sondershausen.